# Château du Touvet
O Château du Touvet é um castelo francês construído no século XIII. Localizado no departamento de Isère na região de Rhône-Alpes na França.